# Johan Landsberg
Johan Landsberg (n. 30 de diciembre de 1974 en Estocolmo, Suecia) es un exjugador de tenis sueco que se especializó en dobles. En esa especialidad conquistó 2 títulos de ATP y alcanzó el puesto Nº48 del ranking mundial.

## Títulos (2; 0+2)

### Dobles (2)
| Leyenda                |
| Grand Slam (0)         |
| Tennis Masters Cup (0) |
| ATP Masters Series (0) |
| ATP Tour (2)           |

| N.º | Fecha | Torneo   | Superficie    | Pareja             | Oponentes en la final               | Resultado     |
| --- | ----- | -------- | ------------- | ------------------ | ----------------------------------- | ------------- |
| 1.  | 2000  | Marsella | Dura          | Simon Aspelin      | Juan Ignacio Carrasco Jairo Velasco | 7-62 6-4      |
| 2.  | 2001  | Bucarest | Tierra batida | Aleksandar Kitinov | Pablo Albano Marc-Kevin Goellner    | 6-4 6-75 10-6 |